# Montmorot
Montmorot is een gemeente in het Franse departement Jura (regio Bourgogne-Franche-Comté). De gemeente telde 3.207 inwoners op 1 januari 2022. De plaats maakt deel uit van het arrondissement Lons-le-Saunier. De gemeente was een centrum van zoutwinning.

## Geschiedenis
Montmorot ontstond rond een feodale burcht die werd gebouwd op een heuvel boven moerassig gebied. Het moeras werd drooggelegd.
Montmorot was tussen de 12e en het einde van de 15e eeuw een centrum van zoutwinning. Het zout werd gewonnen door pekelwater uit de ondergrond te koken in grote koperen pannen. In de 18e eeuw werd zonder succes geprobeerd de zoutwinning herop te starten. In de 19e eeuw begon de zoutwinning op industriële schaal. In 1950 werkten ongeveer 150 mensen in deze industrietak. In 1966 werd de fabriek gesloten. In 1880 werden kelders geopend waar Comté-kaas te rijpen werd gelegd. Rond 1950 werkten er meer dan 100 mensen in deze bedrijfstak, maar door de mechanisatie is dit aantal sterk teruggelopen. Verder blijft de landbouw belangrijk, vooral de veeteelt.

## Geografie
De oppervlakte van Montmorot bedroeg op 1 januari 2022 11,36 vierkante kilometer; de bevolkingsdichtheid was toen 282,3 inwoners per km².
In de gemeente liggen de gehuchten Grand Sugny, Petit Sugny en Savagna.
De onderstaande kaart toont de ligging van Montmorot met de belangrijkste infrastructuur en aangrenzende gemeenten.

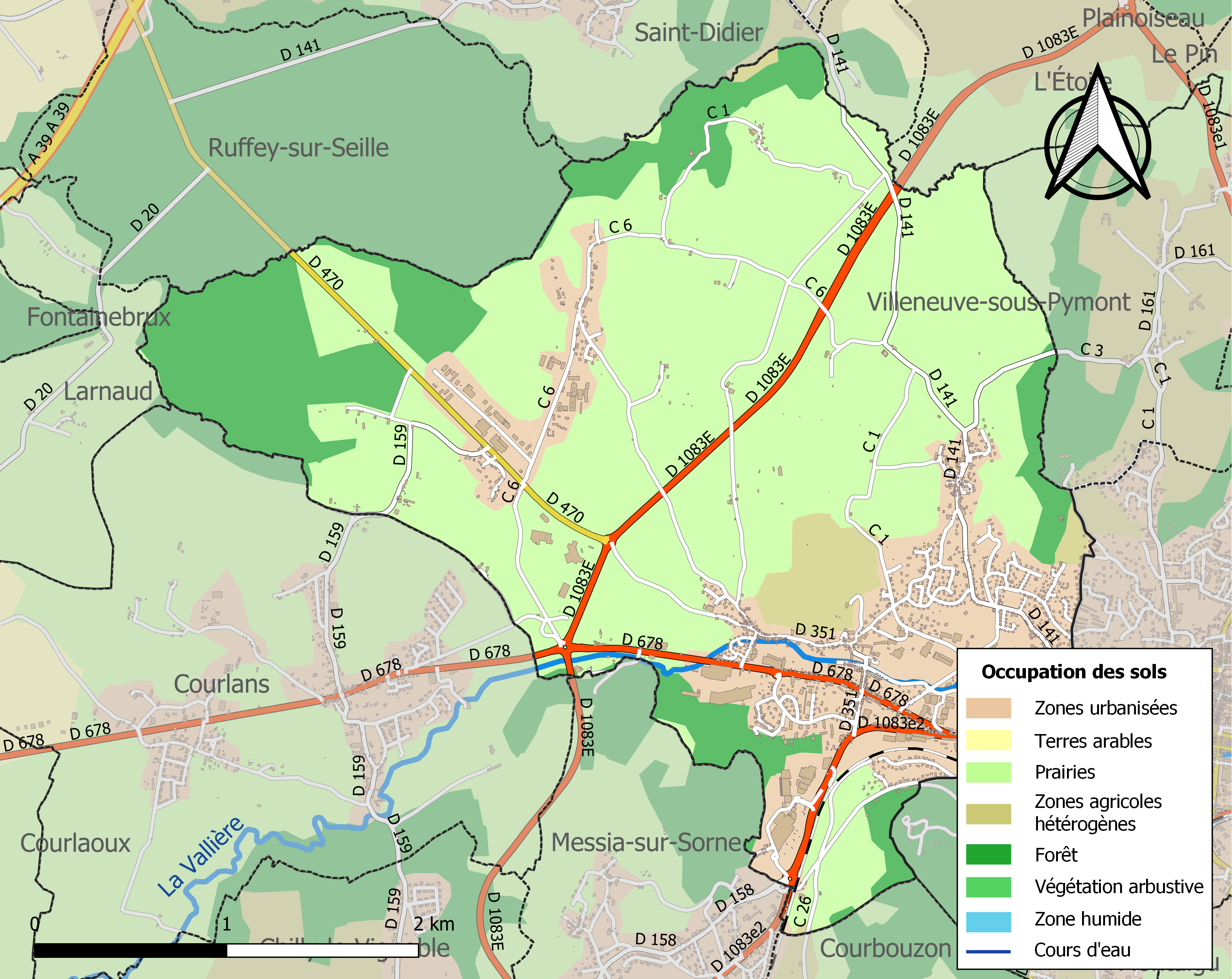

## Demografie
Onderstaande figuur toont het verloop van het inwonertal (bron: INSEE-tellingen).